# Sundkrogsgade
 Der er for få eller ingen kildehenvisninger i denne artikel, hvilket er et problem. Du kan hjælpe ved at angive troværdige kilder til de påstande, som fremføres i artiklen.

Sundkrogsgade er en ca. 1½ km lang vej på Østerbro og i Nordhavnen i København. Den begynder i forlængelse af Vordingborggade ved Kalkbrænderihavnsgade og fører ud i havnen, hvor den er hovedvejen i havneområdet, der er under hastig forandring, og hvor der er planlagt en storstilet byudvikling.

## Historie
Gaden er navngivet i 1918 og har sit navn efter Sundkrogen. Det var navnet på en indeklemt bugt, der tidligere lå ved Kalkbrænderihavnen. Da Sundmolen blev anlagt i 1916 forsvandt Sundkrogen. Det samme stykke blev i øvrigt af fiskerne kaldt ”Sovekrogen” og af tolderne for ”Lumskebugten” (hvilket har givet navn til et københavnsk værtshus). I dag lever Sundkrogen kun videre i dette gadenavn.
Ved opfyldning fra 1915 begyndte den halvø at opstå, som ligger nord for den gamle Frihavn. Det er denne halvø, der i dag til stadighed er genstand for planlægning af nye udvidelser. Øen er hæftet sammen i syd ved Sundkrogsgade.
Ved Sundkrogsgade – formelt set var det på Glückstadtsvej – lå Dansk Riffelsyndikat fra 1903. Under 2. verdenskrig producerede de våben til tyskerne. I juni 1944 sprængte sabotører, bl.a. fra BOPA, hovedbygningen. Sabotagen nedlagde fuldstændigt Riffelsyndikatets produktion. Flere af Riffelsyndikatets gamle sidebygninger ligger endnu på stedet.
Sundkrogsgade har længe haft dette havne- og industriagtige præg. I 1950’erne lå der fx en vognmand, og adskillige virksomheder såsom Cub Aircraft’s hovedkontor, City Film, Danish American Gulf Oil, en kulimport, badeanstalten i Skudehavnen, et båd- og skibsværft, havnefogeden, et fiskerøgeri, en engros-virksomhed for røgede varer, et kalk- og mørtelværk, ”Østerbro Aal-Eksportforening” og Benzinhavnen.

## I dag
Sundkrogsgade er i dag en kontrastfyldt gade. Gaden er et paradoksalt mix af de fine nye domiciler og afdankede containere i forskellige farver, rod med kraner, togspor, skrald, mågeskrig, grusbunker, støv og industri. Nogle af bygningerne i Frihavnen er af ældre dato, men de fleste bygninger kan blot betegnes som skure, der har en lidt midlertidig karakter. På den ene side af gaden ligger Københavns Frihavn bag et højt, rustikt gitter. Gitteret skyldes at en frihavn skal være et afspærret havneområde, der betragtes som ”neutralt” og liggende uden for et lands toldgrænser. Varer kan derfor indføres, oplægges, forarbejdes og genudføres uden toldmæssige konsekvenser.
På den anden side ligger der sammesteds en del nyere industri blandet med eksklusiv erhvervsbebyggelse. Store hovedsæder, bl.a. for PFA Pension, Kromann Reumert, Bankinvest, DFDS, Harborhouse I og II, og Dansk Industri. Mange af dem i moderne, lys fantasifuld arkitektur. På den nordligste del af Sundkrogsgade ligger Bruun Rasmussen Auktioner i en bygning, der kan give mindelser om et ægyptisk tempel. Her opføres også nye kontordomiciler og udvidelser af Paustian på adskillige tusind kvadratmeter.
Her ligger Paustians møbelhus i den lille sidegade/blindgyde Sundkrogen. I 1987 byggede Paustian sit hus og en fashionabel restaurant (Bo Bech) på Kalkbrænderihavnens østkaj, tegnet af Jørn Utzon. Dengang lå huset ganske ensomt som en slags ”modernitetens forpost”. Utzons planer strakte sig videre, og de skulle oprindeligt have omfattet hele den sydlige del af Kalkbrænderihavnen. Men planerne blev ikke realiseret, og i stedet opførtes en del erhvervsbyggeri, der ikke er så fint afstemt med hinanden, som det ville have været tilfældet med Utzons projekt.
I området ligger der en del pladskrævende virksomheder, der sælger jord, brokker, asfalt, containere, genbrugsmaterialer, bilfragt, granit, osv.
Der er en hel del trafik, bl.a. buslinje 27, der fortsætter til Færgehavn Nord. Der er kun to spor, bortset fra krydset mod Kalkbrænderihavnsgade, hvor der af hensyn til den kommende trafik fra byudviklingsområdet er seks spor i alt. Man går rimeligvis ud fra, at Nordhavnsområdet med sine 40.000 indbyggere og 40.000 arbejdspladser vil tiltrække store mængder af trafik.
Hvis man fortsætter ud ad Skudehavnsvej, kan man komme ud til Kulturkajen Docken, endnu et hus for auktionsfirmaet Bruun Rasmussen, Færgehavnens Brygge, Københavns Fisketorv, et containerdepot til og en bygning for møbelmagasinet Paustian.